# Phacellodomus erythrophthalmus
A Phacellodomus erythrophthalmus a madarak (Aves) osztályának verébalakúak (Passeriformes) rendjébe és a fazekasmadár-félék (Furnariidae) családjába tartozó faj.

## Rendszerezése
A fajt Maximilian zu Wied-Neuwied német herceg, felfedező és természettudós írta le 1821-ben, az Anabates nembe Anabates erythrophthalmus néven.

## Alfajai
- Phacellodomus erythrophthalmus erythrophthalmus (Wied-Neuwied, 1821)
- Phacellodomus erythrophthalmus ferrugineigula[2] (Pelzeln, 1858) vagy Phacellodomus ferrugineigula[1]

## Előfordulása
Dél-Amerikában, Brazília, atlanti-óceáni partvidékén honos. Természetes élőhelyei a szubtrópusi és trópusi síkvidéki és hegyi esőerdők. Állandó, nem vonuló faj.

## Megjelenése
Testhossza 18 centiméter, testtömege 24-25 gramm.

## Természetvédelmi helyzete
Az elterjedési területe nagyon nagy, egyedszáma ugyan csökken, de még nem éri el a kritikus szintet. A Természetvédelmi Világszövetség Vörös listáján nem fenyegetett fajként szerepel.